# Thum (Kreuzau)
Thum [tʊm] ist ein Ortsteil der Gemeinde Kreuzau im Kreis Düren, Nordrhein-Westfalen.

## Lage
Thum liegt in der Rureifel im Naturpark Hohes Venn-Eifel am Rand der Jülich-Zülpicher Börde. Nachbarorte sind Drove, Berg-Thuir und Froitzheim. Thum grenzt an die Drover Heide.

## Geschichte

### Allgemeines
Thum ist uralter Siedlungsraum. Bodenfunde lassen auf eine keltoromanische Besiedlung schließen. Römer siedelten südlich des jetzigen Ortes. Thum war früher ein Mittelpunkt des Matronenkults. Bei Sinzenich in der Eifel wurde ein Weihestein gefunden, der auf ein Heiligtum der Matronae Thummaestae hinweist.
Bei Thum steht die verlassene Raketenstation Thum.

### Gut Schnorrenberg
Der Gutshof lag zwischen Drove und Thum. Er gehörte einer Familie Nickel (wahrscheinlich von Pier bei Düren). Der Hof wird schon nach 1700 als Wüstung erwähnt. Der Flurname Schnorrenberger Heid erinnert heute noch an diesen Hof.

### Grundherrlichkeit
Thum war seit dem 13. Jahrhundert eine eigene Grundherrlichkeit, die zu Jülich gehörte. Zur Herrlichkeit gehörten auch Thuir und Pissenheim sowie Teile von Abenden und Berg.

### Neugliederung
Am 1. Juli 1969 wurde die Gemeinde Thum mit sechs weiteren Orten in die Gemeinde Kreuzau eingegliedert.
Durch die Neugliederung des Raumes Aachen (Aachen-Gesetz) wurden mit Wirkung vom 1. Januar 1972 die Gemeinden Obermaubach-Schlagstein und Untermaubach, der Ortsteil Langenbroich aus der Gemeinde Hürtgenwald und die Ortsteile Schneidhausen und Welk aus der Gemeinde Lendersdorf in die Gemeinde Kreuzau eingegliedert – die Gemeinde Niederau kam zu Düren. Die heutige Gemeinde Kreuzau besteht aus den Ortsteilen Bogheim, Boich, Drove, Kreuzau, Leversbach, Obermaubach mit Schlagstein, Stockheim, Thum, Üdingen, Untermaubach mit Bilstein und Winden mit Bergheim und Langenbroich.

## Kirche
Die erste Kapelle wurde im 15. Jahrhundert erbaut und den heiligen drei Jungfrauen Fides, Spes und Caritas geweiht. Die jetzige Kirche wurde 1905 eingeweiht.

## Verkehr
Entlang des Ortes führt die Landesstraße von Drove nach Berg (L 250). Ebenfalls führt die L 33 von Froitzheim Richtung Nideggen am Ort vorbei.
Busse des Rurtalbus fahren mit der AVV-Linie 211 durch den Ort. Bis zum 31. Dezember 2019 wurde diese Linie von der Dürener Kreisbahn bedient.
| Linie | Verlauf |
| ----- | --- |
| 211   | Düren Bf/ZOB – StadtCenter – Kaiserplatz – Krauthausen – Niederau – Kreuzau – Drove – Thum – Thuir (– Muldenau – Embken) – Berg |
| N3a   | Nachtbus: nur in den Nächten Fr/Sa und Sa/So Düren Bf/ZOB → Kaiserplatz → Niederau → Kreuzau → Leversbach → Nideggen → Thum     |

## Infrastruktur
- Gemeindlicher Kindergarten
- Löschgruppe der Freiwilligen Feuerwehr Kreuzau
- Sportverein
- Karnevalsgesellschaft und  Kirmesverein

## Persönlichkeiten
- Peter V. Deuster (1831–1904), Zeitungsverleger, Mitglied des amerikanischen Senats, amerikanischer Konsul in Deutschland
- Ralf Aussem (* 1960), Fußballspieler und -trainer